# Giovanni Strazza
Giovanni Strazza (Milão, ? de 1818 — Milão, 18 de abril de 1875) foi um escultor e conferencista italiano. Ligado aos módulos do neoclassicismo acadêmico, ele foi um prolífico escultor e seu trabalho também revela influências do final do romantismo.

## Biografia

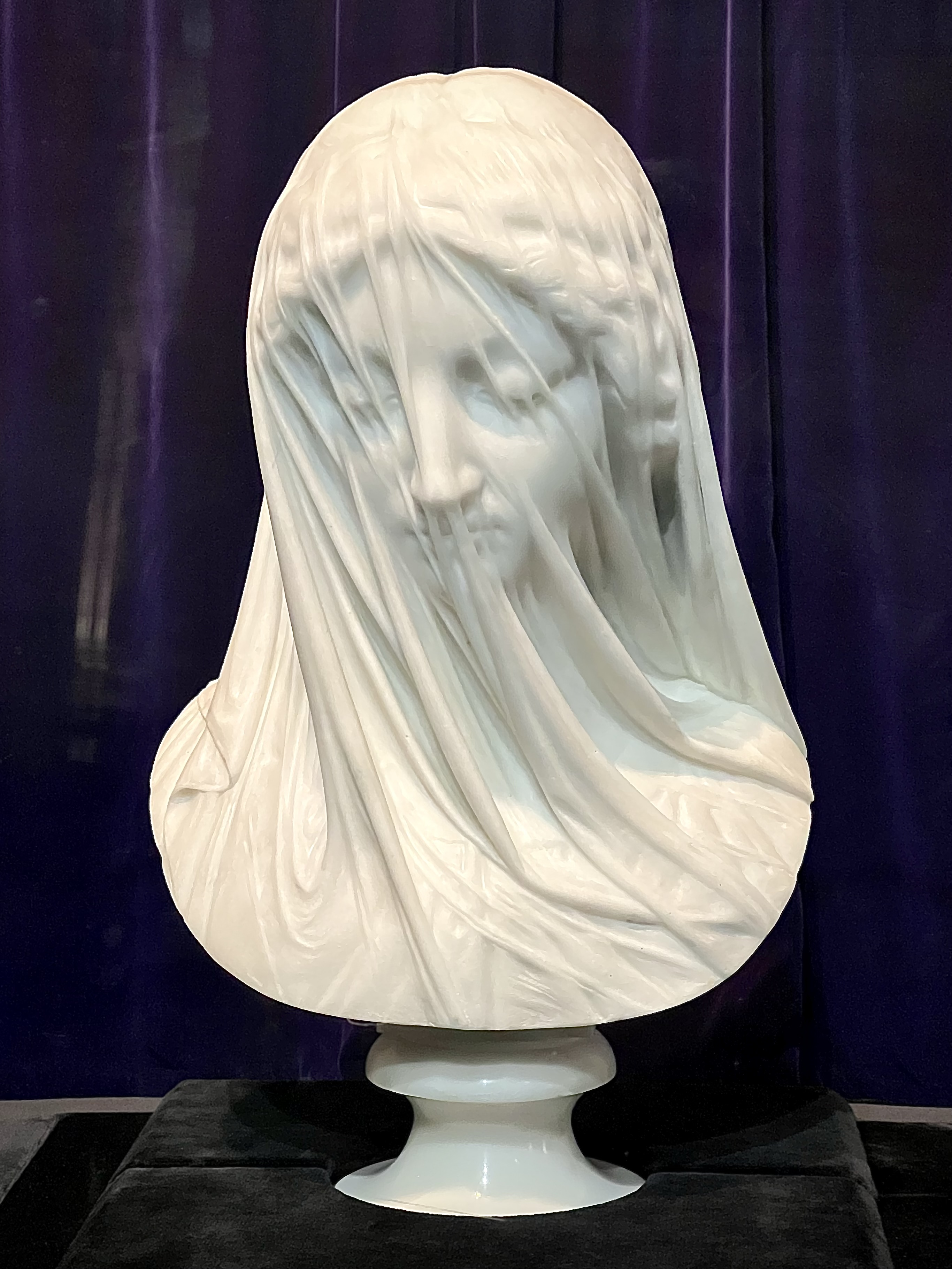
A Virgem Velada (1854)

Lombardo, nascido em Milão em uma família de condições modestas, formou-se na Academia de Belas Artes de Brera. Depois de se formar, dedicou-se ao estudo de escultura na mesma academia seguindo os cursos de artes plásticas do escultor Pompeo Marchesi, a partir do qual ele aprendeu a moldar o barro; então ele se mudou para o estúdio do escultor Francesco Somaini, com quem ele aprendeu as técnicas com o cinzel.
Uma vez que a sua "formação escultórica" foi concluída, Strazza mudou-se para Roma em 1843, onde permaneceu até 1860 quando, após a unificação da Itália e a posterior reorganização dos institutos de artes plásticas, aceitou a cadeira de professor de escultura na Academia de Bolonha. Deixado em Bolonha por alguns meses, Strazza foi nomeado professor de artes plásticas na Academia de Brera, onde permaneceu de 1860 até sua morte.

### O período romano

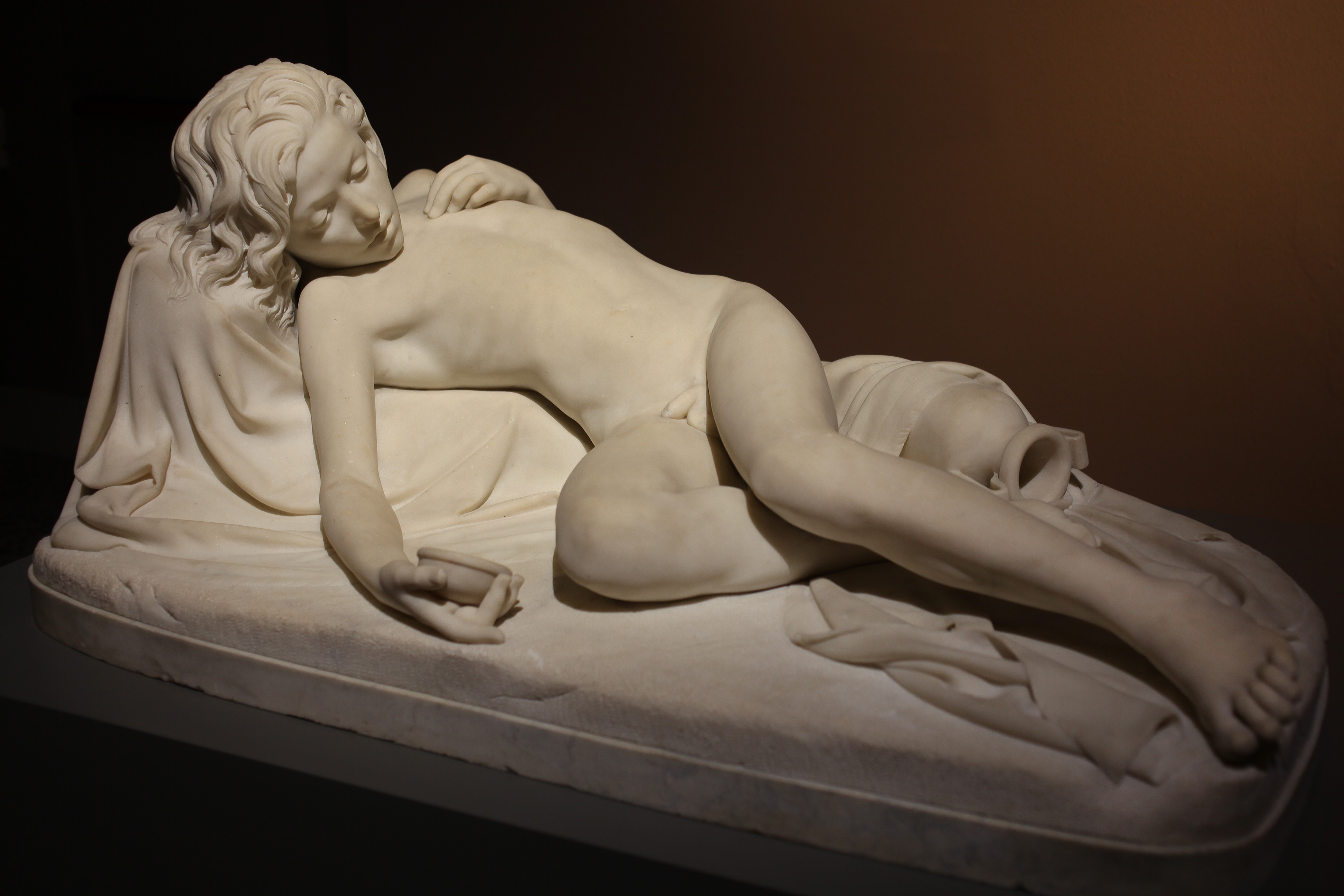
Ismaele abbandonato nel deserto (réplica de 1850)

No longo período passado em Roma, de 1843 a 1860, Strazza ficou impressionado e fascinado com a clássica estatuária grega e romana e com a escultura moderna da época. Um debate entre o classicismo e o romantismo, Strazza colocou-se "a meio caminho":
| “ | Na luta entre os seguidores do romantismo e os proponentes da arte clássica, ele começou a considerar os excessos dos sistemas opostos; mas apreciando as partes sãs das doutrinas às quais ambos foram informados, ele pensou que sua aliança poderia derivar uma força viva que correspondesse ao espírito da era contemporânea. Esta foi uma feliz intuição que traçou as normas de seu estilo, para o qual o mais importante de seus trabalhos deve a marca sincera de originalidade que os torna amáveis e severos ao mesmo tempo. | ” |

## Principais obras
- Ismaele abbandonato nel deserto (1844): Seu primeiro trabalho, do qual mais tarde pelo menos três cópias foram feitas (duas das quais estão na Galeria de Arte Moderna de Milão). É inspirado em Abel Morente, de Giovanni Dupré (1842).[4] Teve um grande sucesso popular.[5] O trabalho foi exibido na Exposição Internacional de Londres em 1851.[6]

- L'audace (1841): Feita em homenagem a Righetto, um menino de doze anos que morreu em 1849 durante o conflito entre republicanos e franceses.[7] A estátua está localizada na Grande Escadaria do Palácio Litta. Em 2005, uma cópia em bronze foi colocada no Janículo, em Milão.[7]

- La Vergine Velata (1854): O autor produziu 24 réplicas dessa obra; em dezembro de 1856 uma delas chegou à ilha de Terra Nova, no Canadá. Atualmente é mantida na Presentation Convent Senior Secondary School, sede da Presentation Sisters, na cidade de St. John's.[8]

- Lápide em memória a Carlo Cattaneo, encomendada em fevereiro de 1870, concluída no verão e inaugurada em 17 de agosto.[9]

- Ángelo della Resurrezione o Ángelo del silenzio (1872): esculpida em 1872 como parte central do monumento da família Mazzacorati, localizada no arco 87 do terceiro claustro, na Certosa di Bologna.[10]

- Bambina con cane: estátua de 98cm x 89cm x 60cm de data desconhecida.